# Ljubov Belych

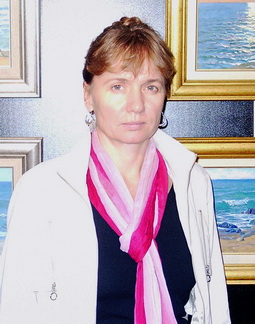
Ljubow Belych

Ljubov Belych (russisch Любовь Алексеевна Белых, Ljubow Alexejewna Belych; * 17. Juni 1961 in Kostroma) ist eine russische Malerin.

## Leben
Ljubov Belych ist die Tochter der Kunstmaler Alexei Pawlowitsch und Nadeschda Alexandrowna Belych. Aufgewachsen ist sie in Kostroma.
Sie besuchte die Moskauer Mittlere Kunstfachschule des Surikow-Institutes und studierte von 1980 bis 1986 in Leningrad am Repin-Institut für Malerei, Skulpturen und Architektur der Akademie der Künste der Sowjetunion. Im Jahr 1988 wurde sie Mitglied des Allrussischen Malerverbandes. 1996 wurde sie mit einem Diplom der Russischen Akademie der Künste ausgezeichnet. Im Februar 2009 wurde Belych zum Ehrenmitglied der Akademie der Kunst, Moskau unter anderem für ihre herausragende Leistung auf dem Gebiet der Porträtmalerei ernannt.
Seit Anfang der 1980er Jahre stellte Ljubov Belych ihre Bilder öffentlich aus. In Russland bisher zuletzt im Jahr 2002, wo sie im Städtischen Kunstmuseum von Kostroma eine Ausstellung hatte.
Seit 1996 lebt und arbeitet Ljubov Belych mit ihrem Ehemann in Ebenhausen südlich von München.

## Werke (Auswahl)
- 1983: Alter Mann, Ölgemälde
- 1999: Sommer
- 2001: Mädchen mit Blumen, Porträt
- 2001: Altes Buch, Stillleben
- 2003: Menuett, Porträt
- 2004: Mama, Ölgemälde
- 2004: Vera, Porträt
- 2004: Erster Frühling, Ölgemälde
- 2004: Abendstudie, Landschaft
- 2005: Der Künstler
- 2006: Steinchen und Muscheln, Ölgemälde

## Ausstellungen (Auswahl)
- 1996: Werkstatt Kunstgalerie, Baierbrunn
- 2000: Sudislavl, Russland
- 2002: Städtisches Kunstmuseum, Kostroma[4]
- 2010: Kunst im Bunker, Geretsried[5]